# Картер, Рейч
Хоре́йшио Стре́ттон Ка́ртер (англ. Horatio Stratton Carter; 21 декабря 1913 — 9 октября 1994), более известный как Рейч Картер (англ. Raich Carter — английский футболист, крикетист и футбольный тренер. В качестве игрока известен по выступлениям за английские клубы «Сандерленд», «Дерби Каунти» и «Халл Сити», за ирландский «Корк Атлетик», а также за ряд крикетных команд. Выступал за национальную сборную Англии по футболу. После завершения карьеры игрока был главным тренером клубов «Халл Сити», «Корк Атлетик», «Лидс Юнайтед», «Мансфилд Таун» и «Мидлсбро».

## Ранние годы
Картер родился в Хендоне, Сандерленд, в семье футболиста Роберта Картера, выступавшего за «Порт Вейл», «Фулхэм» и «Саутгемптон». Будучи школьником, достиг успехов в спорте, особенно в футболе, крикете и лёгкой атлетике. 23 апреля 1927 года дебютировал за школьную сборную Англии по футболу, забив один гол в матче против школьников из Уэльса на стадионе «Иствилл» в Бристоле. В следующем сезоне провёл ещё два матча за школьную сборную Англии, в последнем из которых был капитаном команды и забил два мяча, вновь в ворота школьной сборной Уэльса в городе Суонси.
Закончив школу в 1928 году, Каррер получил золотые часы с выгравированными на них достижениями в школьном футболе и крикете. Местный футбольный клуб «Сандерленд» предложил ему любительский контракт и работу в офисе, однако дядя Картера, Тед, который заботился о мальчике после смерти отца последнего в марте 1928 года, «не впечатлился» условиями «Сандерленда», полагая, что его племянник ещё слишком мал и физически не готов для профессионального футбола. Картер стал работать помощником электрика в кузнечно-механической компании Сандерленда. Также он играл в футбол за любительскую команду компании.
В декабре 1930 года Картер прошёл просмотр в «Лестер Сити», но главный тренер «Лестера» Вилли Орр не был впечатлён игрой юноши, заметив, что тот «слишком мал».

## Футбольная карьера

### Клубная карьера
Летом 1931 года Картер подписал любительский контракт с «Сандерлендом».  10 октября 1931 года дебютировал за резервную команду клуба в матче против «Уокер Селтик». 12 ноября 1931 года подписал с «чёрными котами» профессиональный контракт.
В сезоне 1935/36 23-летний Картер стал чемпионом Англии, выиграв Первый дивизион Футбольной лиги в качестве капитана «Сандерленда». На тот момент он был самым молодым капитаном команды, выигравшей высший дивизион английского чемпионата в истории. В том же сезоне в игре против «Мидлсбро» 28 марта 1936 года Картер получил единственную в своей карьере красную карточку и был удалён с поля. В декабре 1936 года Рейч получил пособие в размере 650 фунтов стерлингов «за пятилетнюю службу» в клубе. 1 мая 1937 года помог «Сандерленду» выиграть Кубок Англии, обыграв в финальном матче «Престон Норт Энд».
Из-за Второй мировой войны Картер вынужден был пропустить около шести лет профессионального футбола, как и многие другие игроки того времени. С 1940 по 1941 год служил в пожарной команде. В октябре 1941 года поступил на службу в ряды Королевских ВВС, работал инструктором по физической подготовке. Также в военное время выступал в качестве гостя за «Хаддерсфилд Таун», «Хартлпулз Юнайтед», «Йорк Сити», «Дерби Каунти» и «Ноттингем Форест».
В ноябре 1945 года «Сандерленд» выставил его на продажу, отказавшись удовлетворять требование игрока о новом десятилетнем контракте. Интерес к нему проявило несколько команд. 21 декабря 1945 года Картер стал игроком «Дерби Каунти», который заплатил за его переход 6000 фунтов стерлингов, причём это произошло «за несколько минут» до закрытия трансферного окна в Англии. В составе «Дерби Каунти» он выиграл свой второй Кубок Англии, обыграв «Чарльтон Атлетик» в финале 1946 года, и стал единственным игроком, выигравшим Кубок Англии и до, и после Второй мировой войны. 31 августа 1946 года Рейч дебютировал за «баранов» в Футбольной лиге в матче против своего бывшего клуба «Сандерленд».
Впоследствии выступал за «Халл Сити» и ирландский «Корк Атлетик». В составе последнего выиграл Кубок Ирландии и Большой кубок Манстера в 1953 году. Будучи игроком «Корка» сыграл за сборную Футбольной лиги Ирландии в матче против сборной Футбольной лиги Англии.

### Карьера в сборной
14 апреля 1934 года дебютировал за национальную сборную Англии по футболу в матче против сборной Шотландии на стадионе «Уэмбли». Всего провёл за сборную 13 матчей и забил 7 мячей. Свой последний матч за сборную провёл 18 мая 1947 года: это была игра против сборной Швейцарии.
Во время войны провёл 17 «военных» (неофициальных) матчей за сборную, а также играл за команды Королевских ВВС и войск тыла.

### Стиль игры
Выступал на позиции нападающего-инсайда, отличаясь не только хорошей техникой работы с мячом, дриблингом и мощным ударом, но и умением создавать моменты для партнёров по команде. Был известен своим «рёвом Картера» (Carter Roar), когда во время игры он гневно выкрикивал что-то в адрес своих товарищей по команде. Сам Картер считал необходимым «давать короткие и чёткие инструкции» товарищам по команде громким голосом, чтобы они услышали его несмотря на шум стадиона.

## Крикетная карьера
В июле 1933 года Картер дебютировал за крикетный клуб графства Дарем в матче против клуба графства Йоркшир.
Выступая за «Дерби Каунти», Картер также играл за крикетный клуб графства Дербишир.

## Тренерская карьера
1 апреля 1948 года Картер подписал контракт с «Халл Сити» в качестве игрока и помощника главного тренера с зарплатой в размере 6000 фунтов стерлингов. Он принял приглашение «Халла», отказавшись от ряда предложений других клубов, так как хотел учиться у главного тренера «Халл Сити» Фрэнка Бакли, и потому что полагал, что именно в этом клубе у него наиболее высокие шансы стать главным тренером. Уже 23 апреля 1948 года она был назначен играющим тренером после отставки Фрэнка Бакли. Он продолжал выходить на поле и помог команде выиграть Третий северный дивизион Футбольной лиги в сезоне 1948/49. В 1949 году Картер купил в «Халл Сити» молодого нападающего Дона Реви. В следующие два сезона команда финишировала на 7-м и 10-м месте во Втором дивизионе. В сентябре 1951 года Картер подал в отставку с поста главного тренера «Халл Сити» без объяснения причин, при этом продолжая тренироваться в клубе в качестве игрока. По окончании сезона 1951/52 объявил о завершении карьеры игрока (хотя спустя год ещё сыграл за «Корк Сити» в Ирландии).
В мае 1953 года был назначен главным тренером «Лидс Юнайтед». В первые два сезона под его руководством команда завершала сезона на 10-м и 4-м месте Второго дивизиона. В мае 1955 года Картер отклонил предложение «Дерби Каунти» в возвращении в клуб в качестве главного тренера. После этого он подписал с «Лидс Юнайтед» новый трёхлетний контракт. По итогам сезона 1955/56 «Лидс Юнайтед» занял второе место во Втором дивизионе и вышел в Первый дивизион. В сезоне 1956/57 «павлины» заняли восьмое место в Первом дивизионе, а нападающий команды Джон Чарльз стал лучшим бомбардиром чемпионата с 38 забитыми мячами. Летом Чарльза купил итальянский «Ювентус». В следующем сезоне без Чарльза «Лидс Юнайтед» занял только 17-е место в чемпионате. В мае 1958 года председатель «Лидса» Сэм Болтон объявил, что контракт Картера не будет продлён. Эта новость стала шоком для Картера.
В феврале 1960 года Картер был назначен главным тренером клуба Третьего дивизиона «Мансфилд Таун». Он не смог спасти команду от выбывания в Четвёртый дивизион по итогам сезона 1960/61.
11 января 1963 года Картер ушёл из «Мансфилда», став главным тренером клуба Второго дивизиона «Мидлсбро». Под его руководством команда занимала 4-е, 10-е и 17-е места во Втором дивизионе, а 12 февраля 1966 года руководство «Боро» уволило Картера (команда на тот момент находилась на 20-м месте). Увольнение не спасло команду от выбывания в Третий дивизион.

## После завершения спортивной карьеры
После ухода из «Мидлсбро» в 1966 году работал в качестве спортивного обозревателя в газете Sunday Mirror. Также работал в букмекерской конторе и бизнесе по кредитованию.
4 июля 1992 года перенёс микроинсульт, а 3 сентября 1993 года — ещё один инсульт, сделавший его полностью недееспособным. В октябре 1994 года Рейч Картер умер в своём доме в Уиллерби, Йоркшир.

## Достижения

### Командные достижения
Сандерленд
- Чемпион Англии: 1935/36
- Обладатель Кубка Англии: 1937

Дерби Каунти
- Обладатель Кубка Англии: 1946

Халл Сити
- Победитель Третьего северного дивизиона: 1948/49

Корк Атлетик
- Обладатель Кубка Ирландии: 1953
- Обладатель Большого кубка Манстера: 1953

Сборная Англии
- Победитель Домашнего чемпионата Британии: 1936/37, 1946/47

### Личные достижения
- Включён в список 100 легенд Футбольной лиги: 1998
- Член Зала славы английского футбола: 2013